# 184 a. C.
El año 184 a. C. fue un año del calendario romano prejuliano. En el Imperio romano, fue conocido como el año 570 Ab Urbe condita.

## Acontecimientos
- Catón es censor de Roma.
- Exilio de Escipión el Africano.
- Este año y el siguiente, ejercen la pretura en Hispania A. Terencio Varrón (Hispania Citerior) y P. Sempronio Longo (Hispania Ulterior).[1]

## Fallecimientos
- Filopemen, último gran general griego.
- Plauto, comediógrafo latino.
- Aníbal, político cartaginés.